# HMS Slinger (D26)
HMS Slinger (D26), nguyên là tàu sân bay hộ tống USS Chatham (CVE-32) (ký hiệu lườn ban đầu AVG-32 và sau đó là ACV-32) của Hải quân Hoa Kỳ thuộc lớp Bogue, được chuyển cho Hải quân Hoàng gia Anh Quốc, và đã phục vụ trong Chiến tranh Thế giới thứ hai như một chiếc thuộc lớp Ameer.
Chatham được chế tạo tại xưởng đóng tàu của hãng Seattle-Tacoma Shipbuilding Corporation tại Seattle, Washington với số hiệu lườn 27, và được chuyển cho Anh Quốc vào ngày 11 tháng 8 năm 1943 theo chương trình Cho thuê-cho mượn, và được đổi tên thành HMS Slinger (D26). Được người Anh hoàn tất như một tàu sân bay vận chuyển, Slinger từng trúng phải thủy lôi vào ngày 5 tháng 2 năm 1944, nhưng được sửa chữa thành công, và quay trở lại phục vụ vào ngày 17 tháng 10. Đến năm 1945, nó chuyển sang phục vụ tại Mặt trận Thái Bình Dương như một tàu sân bay chiến đấu.
Sau chiến tranh, chiếc tàu sân bay được hoàn trả cho Hoa Kỳ vào ngày 27 tháng 2 năm 1946; và được bán cho hãng Robin Line vào ngày 21 tháng 11 năm 1946 để cải biến cho hoạt động hàng hải dân sự. Nó được đổi tên thành Robin Mowbray. Sau đó hãng Moore-McCormack Lines, Inc. mua lại hãng Robin Line vào năm 1958. Robin Mowbray bị tháo dỡ tại Cao Hùng, Đài Loan vào năm 1969- 1970.